# Activité minière illégale

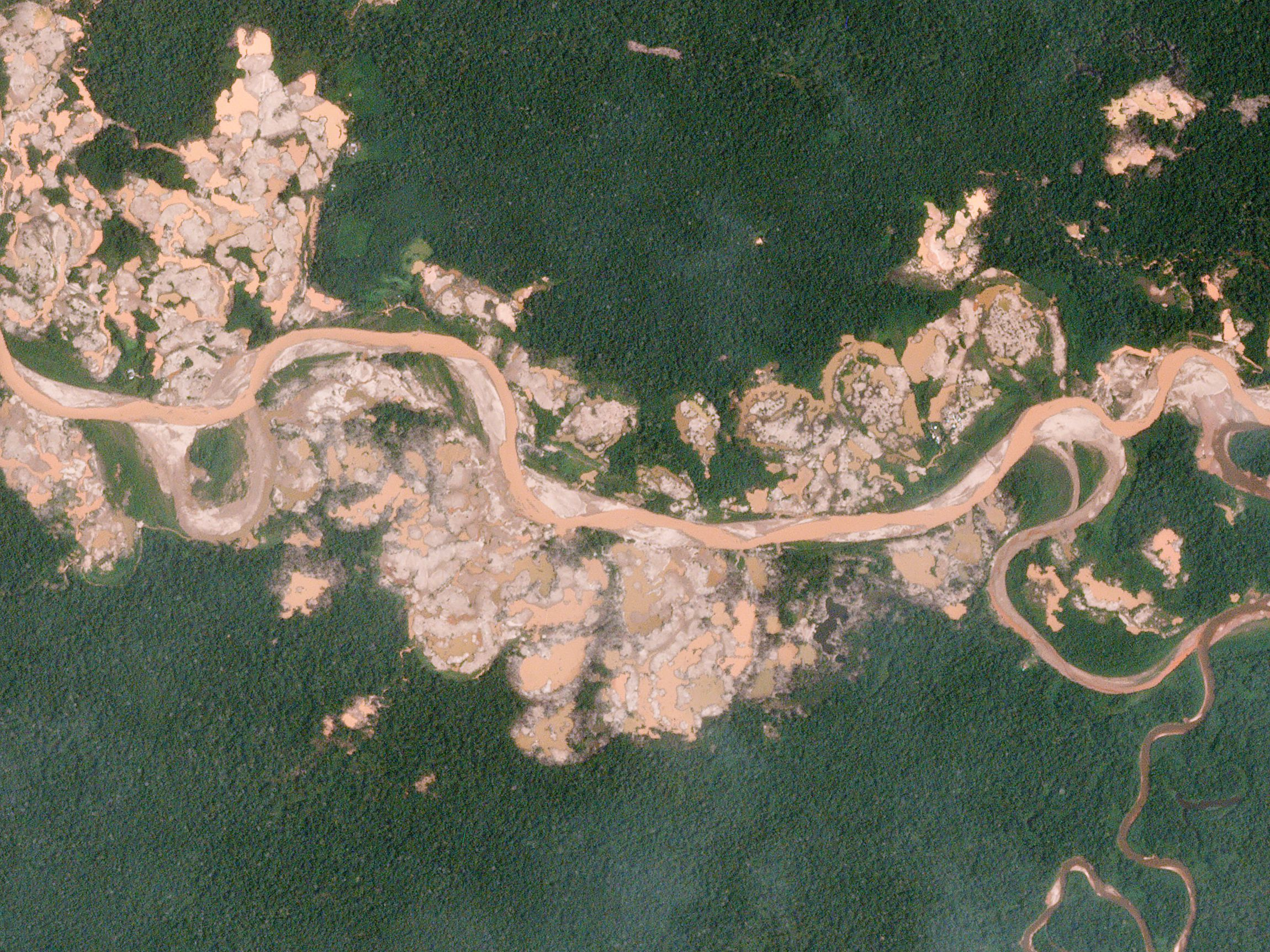
Vue aérienne de l'expansion illégale de la mine d'or La Pampa, dans une aire protégée, la réserve nationale de Tambopata, au Pérou.

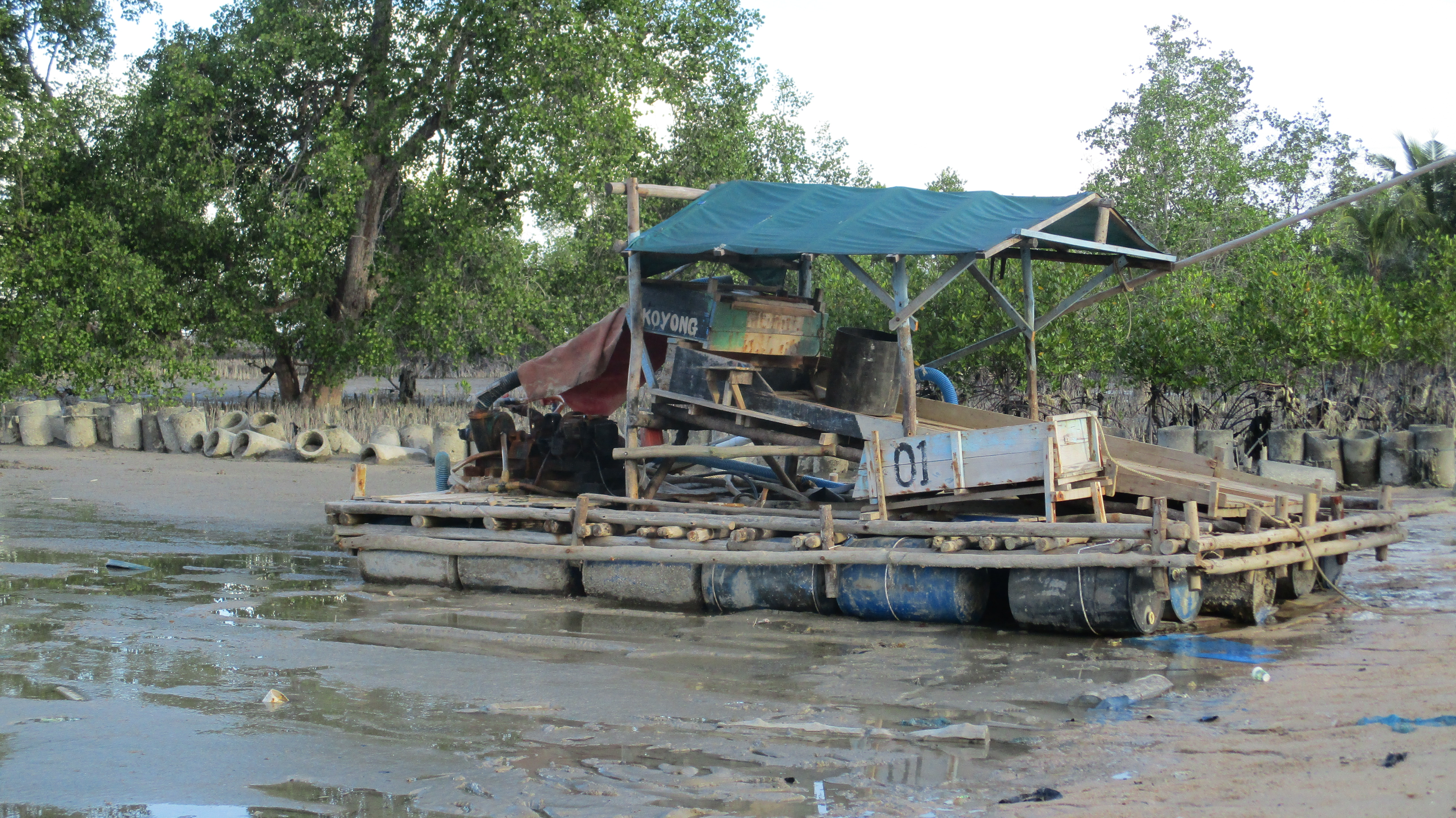
Exemple de barge flottante artisanale équipée d'une motopompe et d'un système de recherche de pépites et poussières d'or, fréquemment utilisée pour l'orpaillage sur les cours d'eau dans les régions aurifères

L'activité minière illégale est une activité minière entreprise sans autorisation de l'État, contraire au droit minier national ou régional en vigueur, ou contraire à des engagements internationaux opposables aux tiers, en particulier en l'absence de droits fonciers, de licences minières (titre minier, concession minière, permis d'exploration...) ou de licence de transport de minerai. S'y ajoutent souvent d'autres illégalités, dont en matière de sécurité et de non-respect des droits humains ; en matière d'expropriation illégale ou abusive de peuples autochtones et de populations locales sans compensations satisfaisantes, de lobbying et de pressions visant à modifier des lois en leur faveur ; corruption de gouvernements et/ou d'autorités locales, dégradation de l’environnement dont par rejet de stériles et de déchets miniers toxiques, par exemple au Kivu).

## Typologie
Toutes les ressources (métaux, gemmes, terres rares, minéraux), rares ou non, précieuses ou non peuvent être concernées.
L'exploitation minière illégale est souvent une activité de subsistance, il s'agit alors souvent d'une exploitation minière artisanale. Dans d'autres cas, elle peut appartenir au crime organisé et se développer à grande échelle mené par des organisations minières illégales,.

## Statistiques, tendances

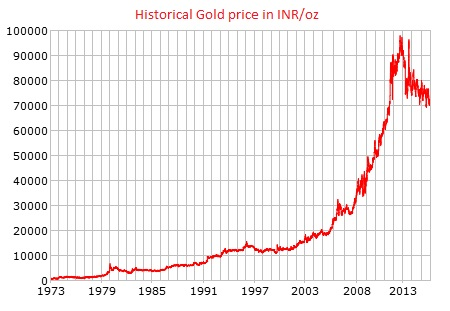
Dans le contexte mondialisé de la crise de 2008, une forte hausse du cours de l'or a encouragé le retour d'une « fièvre de l'or » et de l'orpaillage illégal, dont en Guyane

Au début du XXIe siècle, Hentschel & al. (2003) estimaient qu'au niveau international, environ 80 % des opérations minières à petite échelle pouvaient être qualifiées d'illégales. La sociologue Maristella Svampa (chercheuse au CONICET et professeure à l'université nationale de La Plata en Argentine), dans la revue Recherches Internationales en 2019 décrit pour l'Amérique du Sud une dérive vers un « néoextractivisme aux formes extrêmes », source de violences et de crime.
Malgré une tendance au développement de stratégies se présentant comme relevant de la RSE, de l'« exploitation minière responsable » ou "durable", même de grandes entreprises peuvent être directement ou indirectement impliquées dans l'extraction et l'extraction illégales de minerais, ne serait-ce que via leurs financements ou leurs investisseurs,.
Le "verdissement des activités minières" repose généralement sur deux axes : 
- Environnement : état initial du site, évaluation environnementale, études d'impact et gestion des pollutions induites via la réhabilitation minière, plantations, développement d'énergies renouvelables[10] ;
- soutenabilité socio-économique : contribution au financement du développement local, et recherche de relations moins conflictuelles avec les communautés locale/s[10] ;

Ces deux stratégies sont plus faciles à proposer pour les plus grandes compagnies, mais « la question reste cependant posée de la durabilité réelle des projets de développement proposés par les compagnies minières, dont même les mines les plus importantes correspondent à une exploitation d’une vingtaine d’années tout au plus. La fermeture des mines et le départ de la firme pourraient alors poser plus de problèmes que l’exploitation elle-même, surtout dans le cas où il n’y a pas de projet suffisamment solide de gestion et de réhabilitation des héritages miniers, pouvant alors compromettre les chances de développement d’activités nouvelles ».

## Problèmes «régionaux»

### Afrique sub-saharienne
Stimulée par une demande mondiale industrielle croissante, la pauvreté généralisée et le manque d'opportunités alternatives de revenus, l'exploitation minière artisanale illégale est un phénomène connu et bien documenté en Afrique subsaharienne. Même là et quand des opportunités de légalisation pour l'exploitation minière artisanale et à petite échelle existent, des structures bureaucratiques gouvernementales inefficaces peuvent rendre la non-conformité plus attrayante pour les mineurs ou leurs employeurs.
En outre, pour attirer les investissements étrangers, de nombreux gouvernements d'Afrique subsaharienne ont assoupli les codes nationaux d'investissement minier. Une expansion des projets miniers à grande échelle alimentés par des investissements étrangers a déplacé les communautés minières rurales, dont beaucoup reviennent à l'exploitation minière illégale sur des concessions accordées au secteur minier formel.
En réponse, le Ghana a par exemple lancé l' "opération Vanguard" en 2017 pour lutter contre l'exploitation minière artisanale illégale dans le pays.

### Amérique du Sud
L'extraction illégale d'or en Amérique latine et notamment en Amazonie brésilienne, Guyane, au Suriname, au Guyana et dans une petite zone du Venezuela, est particulièrement préoccupante en raison de l'ampleur du crime organisé et des dégâts environnementaux qu'elle engendre (via la déforestation, la destruction et l'érosion des sols, la pollution des fleuves, de l'environnement et la contamination de la chaine trophique par le mercure, le plomb, l'arsenic, les cyanures et d'autres produits chimiques toxiques couramment utilisés dans l'extraction de l'or),.
Les orpailleurs et les organisations minières illégales opèrent souvent dans des régions éloignées, ce qui rend plus difficile l'application des normes minières et la surveillance.
En outre, les exigences relatives aux pratiques minières varient considérablement d'une région à l'autre, ce qui complique encore la vérification de l'application des lois minières, environnementales et du travail, la lutte contre le trafic et l'application de la législation fiscale. Les émissions de mercure issues d'orpaillage et de mines souvent illégales, sont substantielles :  37 % du mercure atmosphérique émis chaque année.
Alors que le trafic de drogue a toujours été une entreprise criminelle de premier plan, la diminution des risques associés à l'exploitation minière illégale, et le cours de l'or, ont propulsé en avant de nombreuses opérations d'extraction illégale d'or, plus ou moins lucratives. Pour transférer l'or illégal (ou d'autre métaux ou pierres précieuses) sur le marché, les réseaux criminels cherchent à masquer les origines illicites, par exemple en faisant fondre ensemble de l'or légal et illégal (blanchiment d'or, facilité par des intermédiaires qui falsifient les documents pour faciliter la transition vers le marché international légal).
Ainsi, au Pérou, les structures criminelles liées aux mines illégales se sont étendues au point qu'en 2016, elles étaient plus "rentables" pour le crime organisé que le narcotrafic : « Ils ont gagné 2,6 milliards de dollars pour la production et la vente d’or obtenu de manière illégale ; tandis que les réseaux dédiés au narcotrafic ont eu une rentabilité de 0,5 à 1 milliard de dollars » rapportait le journal El Spectador,. Selon Heidi Gómez (de l'INL, qui, avec l'aide des États-Unis, contribue à former le secteur de la justice sur ces questions) l'avancée de l'exploitation minière illégale et sa forte rentabilité contribuent malheureusement à financer les réseaux criminels, générant un cercle vicieux. Ceci est notamment dû au fait que la commercialisation de l'or en tant que telle n'est pas illégale (seuls le processus d'extraction et de production le sont) alors que la vente de cocaïne est un crime.
Parmi les initiatives de l'industrie minière, figure un projet de label « or durable ». Mais il est confronté à la difficulté qu'il y a à discriminer les origines illégales ou illégales de l'or (même quand ces deux types d'or n'ont pas été fondus ensemble). L'or n'a pas d'isotopes stables qui pourraient lui conférer une signature, mais une piste consiste à utiliser les "signatures" conférées par les espèces et caractéristiques isotopiques d'impuretés présentes dans l'or extrait, transporté ou mis sur le marché.
Au Pérou, le Bureau des affaires de lutte contre les stupéfiants et d'application de la loi, s'appuie sur un projet de soutien à la justice pénale au Pérou, de l'American Bar Association pour former les juges et des procureurs aux traitements des cas de contamination de l'environnement par l'exploitation minière illégale.
En Guyane, l'orpaillage est en 2021 reconnu par le législateur français comme étant devenu un « fléau aux conséquences dommageables, sur la santé, l'économie et l'environnement » et il s'exerce surtout dans des territoires où l'activité minière est interdite ou strictement limitée.
Selon la Fédération des opérateurs miniers de Guyane, 90 % de la production d'or en Guyane est d'origine clandestine, soit 10 à 15 tonnes d'or illégal par an extrait par 10 000 à 15 000 travailleurs clandestins (garimpeiros brésiliens souvent), générant un chiffre d'affaires estimé à environ 600 millions d'euros.
« L'image artisanale du "chercheur d'or", piochant, triant et faisant passer la boue au tamis a fait long feu. [Les] méthodes artisanales ont laissé place à des méthodes industrielles plus destructrices de l'environnement ».
En 2022, selon l'Observatoire de l'activité minière, environ 500 sites d'orpaillage illégal sont encore actifs (chantiers alluvionnaires, sites primaires et barges fluviales ».
« Un garimpeiro peut facilement passer d'un chantier à un autre, d'un territoire à un autre. La vie de chaque site bat au rythme de l'exploitation de l'or […] La découverte de nouveaux filons attire un afflux de personnes, une ruée vers l'or et une nouvelle organisation logistique. Les orpailleurs illégaux sont très mobiles et font preuve d'une grande capacité d'adaptation. La forte mobilité des garimpeiros ainsi que leur résilience rendent donc difficile l'éradication du phénomène d'orpaillage illégal ».

### Afrique
En République démocratique du Congo, les statistiques précises sont particulièrement difficiles à élaborer, il y aurait environ 1 000 000 de creuseurs dans le pays en 2006 selon l'ADG du CEEC, et il y avait selon Grasser (2010) de 200 000 à 250 000 creuseurs pour le seul Katanga. La région des Grands Lacs fournit environ 18 % du tantale mondial.
On parle ici notamment de "minerais de conflit" (coltan, cassitérite, or, wolframite...), c'est-à-dire de minerais dont la vente fournit argent et en armes à divers groupes armés qui sévissent dans ces régions.
Au Nigeria, l'exploitation minière est l'une des principales activités, comptant parmi celles générant des revenus importants, mais sources de problèmes sociaux et environnementaux pour le pays et les mineurs :
1. Difficultés infrastructurelles : C'est l'un des principaux problèmes de l'exploitation minière dans le pays. L'autorité publique ne parvient pas à apporter les conditions de sécurité de l'activité minière, ni, pour les petites organisations minières, l'accès à une qualité de vie voire aux besoins humains fondamentaux ;
2. Financement insuffisant pour la mise aux normes ou le développement des petites organisations minières. Un nombre important de ces organisations utilisent des méthodes et/ou des matériels illégaux pour leurs activités minières.
3. Manque d'informations sur le contexte géologique (quantité, qualité et répartition des ressources minières)  et topographique ;
4. Manque de moyens, laboratoires et lieux pour la Recherche géologique et minière ;
5. Manque de cadre légal et de directives et de moyens de contrôle par l'Etat, ce qui a encouragé l'exploitation minière illégale.

Les Émirats arabes unis ont de plus en plus conclu des transactions minières dans divers pays africains, notamment l'Angola, la RDC, la Zambie et le Zimbabwe, se concentrant sur des minéraux critiques tels que le cobalt, le cuivre, le graphite, le lithium et le nickel. L'implication des ÉAU dans le commerce de l'or a soulevé de sérieuses préoccupations, Dubaï devenant le deuxième plus grand importateur d'or au monde et une destination majeure pour l'or des pays africains. En 2022, le Département du Trésor américain a indiqué que plus de 90% de l'or de la République démocratique du Congo était introduit en contrebande dans les pays voisins comme l'Ouganda et le Rwanda, où il est souvent raffiné et exporté vers les marchés mondiaux, en particulier les ÉAU.

## Lutte contre l'activité minière illégale
Elle s'appuie sur la législation minière, des moyens de surveillance, d'information, de prévention ou de coercition, et depuis quelques décennies sur l'utilisation de l'imagerie satellitaire.
Des ONG cherchent à attirer l'attention des acheteurs sur l'empreinte écologique et socioéconomique d'activités minières, notamment sur l'exploitation de l’or, en plein essor depuis les années 1980 en Amérique latine, en Afrique et en Asie avec par exemple une campagne publique baptisée « No Dirty Gold » (non à l'or sale) lancée aux États-Unis par les ONG Earthworks et Oxfam America. Le slogan de la campagne est « plus vous en saurez sur l’or, moins il brillera ». Ces ONG invitent les consommateurs et surtout les joailliers, fabricants d’électronique et autres industries à ne plus utiliser d’or illégal ou provenant d’exploitations minières ayant un impact négatif pour les populations autochtones, locales et l'environnement.
Il existe aussi une Initiative pour la transparence dans les industries extractives.